# Montecarlo (Misiones)
Montecarlo – miasto w prowincji Misiones w Argentynie nad rzeką Parana. Ośrodek administracyjny departamentu Montecarlo.